# Tejal Shah
Tejal Shah (Hindi तेजल शाह; * 1979 in Bhilai) ist eine indische Künstlerin. Sie verwendet Medien wie Fotografie, Video und Installation und versteht ihre Arbeit als feministisch und queer positioniert.
Sie studierte an der RMIT University in Melbourne und lebt und arbeitet heute in Mumbai, Indien.

## Werk
Shahs Arbeit ist thematisch stark verknüpft mit ihrem Leben und ihren Erfahrungen als lesbische Frau in Indien. Sie beschreibt sich selbst und ihr Werk als feministisch, queer und politisch und schuf einer Reihe von Videokunstwerken, Installationen und Fotoarbeiten, mit denen sie auch international Beachtung fand.
So entstand 2003 ihre Fotoserie „Women Like Us/I AM“, worin sie sich – ähnlich wie Zanele Muholi in Südafrika – gender-nonkonformen Lebensweisen annähert. Shah porträtierte hierfür indische Frauen, die sich den von der indischen Gesellschaft vorgegebenen Rollen verweigern. Ziel der Sichtbarmachung dieser Lebensweisen ist Aufklärung und Abbau von Vorurteilen zur Verbesserung der schwierigen Lebensverhältnisse dieser Menschen in der indischen Gesellschaft. Shah sagt dazu: „In letzter Konsequenz zahlen Leute, deren Gender-Identitäten sich nicht einfach einfügen in das  herrschende Paradigma, einen hohen, manchmal mit Gewalt verbundenen Preis dafür, dass sie so sind, wie sie sind“. Seit 2003 ist Tejal Shah auch Ko-Kuratorin von „Larzish“, Indiens erstem Filmfestival zu den Themen Sexualität und Geschlechtervielfalt.
2004 veröffentlichte sie ihren Dokumentarkurzfilm „Calcutta Pride March 2004“ über Indiens zweite Gay-Pride-Parade „Walk on the Rainbow“.
Für die Documenta 13 im Jahr 2012 in Kassel schuf sie die Videoinstallation „Between the Waves“, in der sie sich fantasiereich jüngeren Erkenntnissen von Biologie und Physik annäherte. In einer künstlerischen Utopie von einer diskriminierungsfreien Wissenschaft führte Shah hier das Konzept vom „biologischen Überschwang“ aus, das Abweichungen von in der Natur gegebenen biologischen Formen oder Phänomenen als produktiv für die Weiterentwicklung einer Art beschreibt. Damit konzeptualisierte der Biologe Bruce Bagemihl seine Aufdeckung regelmäßiger gleichgeschlechtlicher sexueller Verhaltensweisen einer ganzen Reihe von Tierarten, die bis vor wenigen Jahren von der Forschung verdrängt wurden. Die Videoinstallation stellte darüber hinaus Verbindungen zu Post-Porn-Theorien, Kommunikationsstudien und buddhistischer Philosophie her.

## Ausstellungen (Auswahl)
Einzelausstellung:
- 2013: Between the Waves, Galerie Barbara Gross, München
- 2011: La Centrale Galerie Powerhouse, Montreal

Gruppenausstellungen:
- 2012: Documenta 13, Kassel
- 2011: Centre Pompidou, Paris
- 2010: Whitechapel Gallery, London
- 2008: Devi Art Foundation, Neu-Delhi
- 2007: Brooklyn Museum, New York